# (3997) Taga
(3997) Taga (1988 XP1) – planetoida z pasa głównego asteroid okrążająca Słońce w ciągu 3,78 lat w średniej odległości 2,42 j.a. Odkryta 6 grudnia 1988 roku.